# Crocus hybridus
Crocus hybridus là một loài thực vật có hoa trong họ Diên vĩ. Loài này được Petrovic miêu tả khoa học đầu tiên năm 1882.